# Platte bies
De platte bies (Blysmus compressus , synoniemen: Scirpus cariciformis en Scirpus planifolius) is een overblijvende plant, die behoort tot de cypergrassenfamilie (Cyperaceae). De soort staat op de Nederlandse Rode lijst van planten als zeldzaam en matig afgenomen. De plant komt van nature voor in Eurazië.
De plant wordt 10-45 cm hoog en vormt korte, strobruine, enkele mm dikke wortelstokken. De licht- tot donkerbruine, rechtopstaande of opstijgende stengels zijn 0,5-1,5 mm dik. Ze zijn op doorsnede rondachtig samengedrukt en aan de top stomp driekantig. De 3-4 mm brede, grijze tot grasgroene bladeren zitten tot aan het midden van de stengel en zijn aan de onderkant gekield. De bladrand is ruw. De bladschede is gesloten en netnervig. Het tongetje (ligula) is kort en stomp.
De platte bies bloeit van mei tot september. Aan het eind van de bloemstengel zit een kafjesachtig schutblad, dat langer is dan de bloeiwijze. De roodbruine bloeiwijze is een 1-4 × 0,8-1,2 cm grote aar, waaraan in twee rijen vijf tot twaalf aartjes zitten. De roodbruine, spitse, ongeveer 4 mm lange kafjes zijn langwerpig-lancetvormig, hebben vijf tot zeven nerven, een doorzichtige rand en een smalle, groene kiel. Het bloemomhulsel bestaat uit drie tot zes ruwe borstels. Per bloempje komen drie meeldraden en twee stempels voor.
De kastanjebruine, afgeplat-omgekeerd-eivormige vrucht is een nootje, dat zonder de lange snavel 2 mm lang is. Aan de voet is het nootje steelvormig versmald.
De plant komt voor op natte, weinig bemeste weilanden en in duinvalleien.

## Namen in andere talen
- Duits: Zusammengedrückte Quellbinse, Flaches Quellried
- Engels: Flat-sedge
- Frans: Scirpe comprimé